# Éva Gauthier

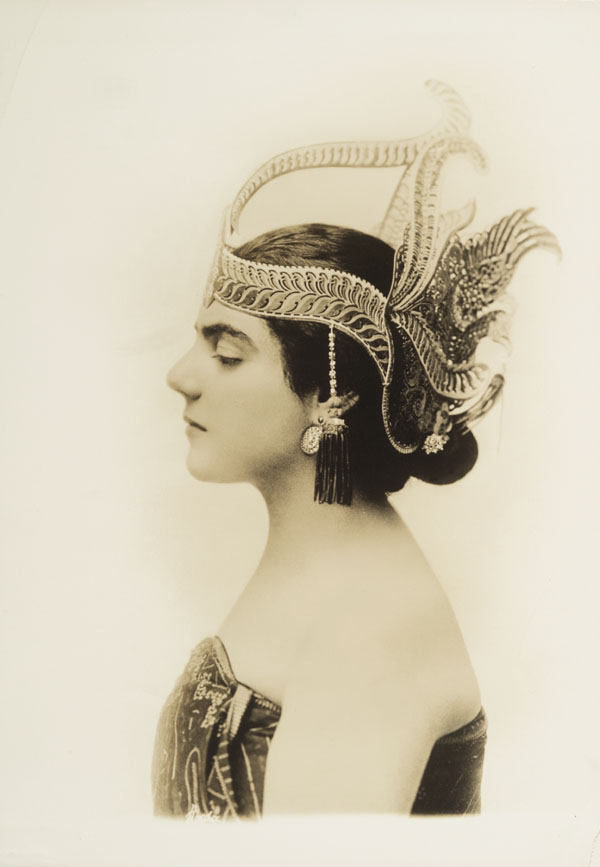
Éva Gauthier met Javaans hoofddeksel

Ida Joséphine Phoebe Éva Gauthier (Ottawa, 20 september 1885 – New York, 20 december 1958) was een Canadees mezzosopraan en zanglerares.
Gauthier genoot haar muzikale opleiding in Europa; in Parijs en Milaan. Ze trad sinds 1909 in diverse opera's op in Italië. Nadat ze in 1910 op het laatste moment vervangen werd voor een optreden in Convent Garden in Londen, reisde ze naar Nederlands-Indië waar ze in juni 1911 met François Menno Knoote, die ze uit Milaan kende, trouwde. Op Java raakte Gauthier in de ban van de oosterse muziek en samen met Paul Seelig leerde ze het Javaanse lied waarmee ze later furore maakte. In 1914 keerde ze terug naar Noord-Amerika en haar huwelijk met Knoote werd in 1918 officieel ontbonden.
Gauthier trad vooral op in Aeolian Hall in New York met werk van Maurice Ravel, Igor Stravinsky en Charles Griffes. In 1920 ging ze naar Parijs waar ze bevriend raakte met Ravel, Erik Satie en Les Six waardoor ze ook veel meer optredens kreeg. Met voornamelijk Frans werk toerde ze in de Verenigde Staten en combineerde dit langzaamaan ook met werk van Amerikaanse componisten, waaronder Gershwin. Ook waagde ze zich kortstondig aan jazzmuziek. Eind jaren 20 stopte ze met optreden al zou ze tot 1937 nog af en toe optreden. Ze richtte zich vooral op het lesgeven en opende ook een muziekstudio in New York. 
- Bibliothèque nationale de France: cb13993198j (data)
- Gemeinsame Normdatei: 1219862398
- International Standard Name Identifier: 0000 0000 7365 9835
- Library of Congress Control Number: n88218941
- MusicBrainz: a0b46cad-54ba-40bc-a45d-83afee6cdecd
- Nationale Bibliotheek van Polen: a0000003238473
- SNAC: w61z476w
- Système universitaire de documentation: 188194355
- Virtual International Authority File: 51884862
- WorldCat: E39PBJf4ctQwHCmVyMr8bCtFrq